# Brunei az 1996. évi nyári olimpiai játékokon
Brunei az egyesült államokbeli Atlantában megrendezett 1996. évi nyári olimpiai játékok egyik részt vevő nemzete volt. Az országot az olimpián 1 sportágban 1 sportoló képviselte, aki érmet nem szerzett. Brunei első alkalommal vett részt olimpikon sportolóval az olimpiai játékokon, ezt megelőzően egy tisztviselő képviselte már 1988-ban.

## Sportlövészet
| Versenyző                  | Versenyszám | Selejtező | Selejtező | Döntő   | Döntő    |
| Versenyző                  | Versenyszám | Pont      | Helyezés  | Pont    | Helyezés |
| -------------------------- | ----------- | --------- | --------- | ------- | -------- |
| Jefri Bolkiah Abdul Hakeem | Skeet       | 112       | 49.*      | kiesett | kiesett  |

* - három másik versenyzővel azonos eredményt ért el